# 拟纷舟蛾属
拟纷舟蛾属为舟蛾科的一个属，大致分布於東洋界大陸地區。

## 物種
本屬一度包含數個亞屬與20餘個物種，但大多已被拆分至黏舟蛾屬（Calyptronotum）、迴舟蛾屬（Disparia）、綠擬紛舟蛾屬（Viridifentonia）等獨立的屬，目前僅存以下兩個物種：
- Pseudofentonia antiflavus Schintlmeister, 1997 —— 中國湖南、四川、雲南，以及越南[4]
- 銀擬紛舟蛾 Pseudofentonia argentifera (Moore, [1866]) —— 中國中南部、臺灣、印度東北部、尼泊爾、中南半島北部、蘇門答臘[1]

兩物種外貌相仿，但銀擬紛舟蛾的後翅基部明顯較為鮮黃，前翅黑色斑紋較發達，且雄性生殖器的背兜側突（socii）較短，抱器瓣（valva）末端較圓。